# Bouvardia micrantha
Bouvardia micrantha är en måreväxtart som beskrevs av Attila L. Borhidi. Bouvardia micrantha ingår i släktet Bouvardia och familjen måreväxter. Inga underarter finns listade i Catalogue of Life.